# 運動處方
根據美國醫學學會，運動處方通常是指為特定目的而設計、與健身有關的活動的具體計劃，其通常由健身或康復專家為客戶或患者設計。 由於客戶或患者有具體和獨特的需求和興趣，運動處方的目標應該集中在動機、個人能力和興趣上，從而使要實現的目標更有可能成功。

## 美國醫學學會

### 肌肉耐力與力量
每星期 2 至 3 天的阻力訓練，每節的阻力訓練課包括 8 至 10 個鍛煉身體主要肌肉和對掌肌的練習，每個練習重複做 8 至 12 次，每個動作之間休息30至60秒。

### 心肺耐力的運動處方
心肺耐力的運動處方可簡稱為F.I.T.T.。
- "F"表示運動頻率 (Frequency),一般建議每星期 3-5 次;中強度有氧運動:每星期5次或以上或高強度有氧運動:每星期3次或以上。
- "I"表示運動強度 (Intensity),有三個方式計算及量度。
  - 最高心跳率[=220–年齡] X 55/65-90%
  - 最高心跳儲備[=最高心跳率–靜態心跳率] X 40/50-85% + 靜態心跳率 (注意上限及下限均需加上靜態心跳率)
  - 自覺竭力程度指標(RPE): 4-7
- "T"表示運動時間 (Time),指運動20分鐘以上並不包括熱身或整理運動。
- "T"表示運動種類 (Type),帶氧運動為訓練心肺功能的運動類型。帶氧運動須符合以運動全身大肌肉為主、有節奏及有規律、速度穩定和能夠持續長時間的四大原則，例子包括步行、遠足、行山、慢跑、游泳、健康舞和跳繩等。

註:

### 柔軟度
每星期最少 2 至 3 天的伸展運動，拉伸主要的肌肉群，伸展運動的練習應包括靜能及 / 或動態的動作。

## 全國體育運動協會
9至12歲的兒童每天應該做 60 分鐘至數小時中等強度至劇烈的體力活動，而且最好是分開多次進行。

## 國際移民組織
國際移民組織的食品與營養委員會在2002年提出成年人如果想控制體重、防止體重增加及促進健康的話，每天應做上 60 分鐘的中等強度體力活動。

## 台灣老年學暨老年醫學會
台灣老年學暨老年醫學會提出老人的運動處方有以下注意事項

### 運動型態
不能增加額外負擔於下肢骨關節，以在平地步行運動為較佳的選擇，可考慮水中運動及用健身房提供的腳踏車。

### 運動強度
建議由輕度運動強度開始,老年人僅需中等運動強度就能促進健康;以測量到的最大心跳較以年齡預估的最大心跳為佳,以最大心跳作為運動處方較以保留心跳者為佳,注意有否服用影響心跳的藥物。

### 運動持續時間
運動效果會累積，故不必連續運動，可考慮短時間但一天多次的運動方式，如一次 10 分鐘，一天三次，也等於一天做了 30 分鐘運動。提高運動強度前，先增加運動持續時間。

### 運動頻率
一星期至少三次，且須隔日運動。

## 證書課程
有不少證書課程亦有教授與運動處方相關的知識。
- 香港醫學會
- 亞洲運動及體適能專業學院